# Грінвілл (Північна Кароліна)
Грінвілл (англ. Greenville) — місто (англ. city) в США, в окрузі Пітт штату Північна Кароліна. Населення — 87 521 особа (2020).

## Географія
Грінвілл розташований за координатами 35°35′48″ пн. ш. 77°22′31″ зх. д. / 35.59667° пн. ш. 77.37528° зх. д. (35.596611, -77.375153).  За даними Бюро перепису населення США в 2010 році місто мало площу 91,59 км², з яких 89,63 км² — суходіл та 1,96 км² — водойми.

### Клімат
| Клімат : Грінвілл            | Клімат : Грінвілл | Клімат : Грінвілл | Клімат : Грінвілл | Клімат : Грінвілл | Клімат : Грінвілл | Клімат : Грінвілл | Клімат : Грінвілл | Клімат : Грінвілл | Клімат : Грінвілл | Клімат : Грінвілл | Клімат : Грінвілл | Клімат : Грінвілл | Клімат : Грінвілл |
| Показник                     | Січ.              | Лют.              | Бер.              | Квіт.             | Трав.             | Черв.             | Лип.              | Серп.             | Вер.              | Жовт.             | Лист.             | Груд.             | Рік               |
| Абсолютний максимум, °C      | 27,8              | 28,9              | 32,8              | 35,6              | 37,8              | 39,4              | 40,0              | 40,0              | 37,8              | 35,0              | 31,1              | 27,8              | 40,0              |
| Середній максимум, °C        | 11,2              | 13,5              | 17,8              | 22,9              | 26,8              | 30,7              | 32,2              | 31,3              | 28,3              | 23,2              | 18,3              | 12,9              | 22,4              |
| Середній мінімум, °C         | 0,1               | 1,3               | 4,9               | 9,5               | 14,2              | 19,3              | 21,5              | 20,7              | 17,2              | 10,3              | 5,3               | 1,1               | 10,4              |
| Абсолютний мінімум, °C       | −20               | −15,6             | −9,4              | −2,8              | 0,6               | 6,7               | 10,6              | 8,3               | 4,4               | −5                | −10               | −17,2             | −20               |
| Норма опадів, мм             | 98                | 85                | 103               | 81                | 98                | 109               | 137               | 156               | 148               | 83                | 79                | 83                | 1259              |
| ---------------------------- | ----------------- | ----------------- | ----------------- | ----------------- | ----------------- | ----------------- | ----------------- | ----------------- | ----------------- | ----------------- | ----------------- | ----------------- | ----------------- |
| Джерело: The Weather Channel |                   |                   |                   |                   |                   |                   |                   |                   |                   |                   |                   |                   |                   |

## Демографія
Згідно з переписом 2010 року, у місті мешкали 84 554 особи в 36 071 домогосподарстві у складі 16 685 родин. Густота населення становила 923 особи/км².  Було 40564 помешкання (443/км²).
Расовий склад населення:
| - 56,3 % — білих - 37,0 % — чорних або афроамериканців - 2,4 % — азіатів - 0,4 % — корінних американців - 1,8 % — осіб інших рас |

До двох чи більше рас належало 2,2 %. Частка іспаномовних становила 3,8 % від усіх жителів.
За віковим діапазоном населення розподілялося таким чином: 18,7 % — особи молодші 18 років, 73,0 % — особи у віці 18—64 років, 8,3 % — особи у віці 65 років та старші. Медіана віку мешканця становила 26,0 року. На 100 осіб жіночої статі у місті припадало 84,6 чоловіків;  на 100 жінок у віці від 18 років та старших — 80,7 чоловіків також старших 18 років.
Середній дохід на одне домашнє господарство  становив 54 362 долари США (медіана — 34 435), а середній дохід на одну сім'ю — 77 020 доларів (медіана — 51 788). Медіана доходів становила 41 803 долари для чоловіків та 32 997 доларів для жінок. За межею бідності перебувало 32,5 % осіб, у тому числі 33,5 % дітей у віці до 18 років та 12,5 % осіб у віці 65 років та старших.
Цивільне працевлаштоване населення становило 42 743 особи. Основні галузі зайнятості: освіта, охорона здоров'я та соціальна допомога — 34,2 %, мистецтво, розваги та відпочинок — 13,9 %, роздрібна торгівля — 12,1 %.